# Alexandre Bilodeau
Alexandre Bilodeau (n. 8 septembrie 1987, Montréal, provincia Québec, Canada) este un sportiv ce a reprezentat Canada, medaliat olimpic. A participat la 3 ediții ale Jocurilor Olimpice (2006, 2010, 2014) în care a câștigat două medalii de aur.